# Turów (Pęcław, Baja Silesia)
Turów es una localidad del distrito de Głogów, en el voivodato de Baja Silesia (Polonia). Se encuentra en el suroeste del país, dentro del término municipal de Pęcław. Perteneció a Alemania hasta 1945.
- Datos: Q7856616